# Trocharion albanense
Il trocario (Trocharion albanense) è un mammifero carnivoro estinto, appartenente ai mustelidi. Visse nel Miocene inferiore - medio (circa 16 - 10 milioni di anni fa) e i suoi resti fossili sono stati ritrovati in Europa.

## Descrizione
Questo animale è noto per una quantità di resti fossili incompleti ritrovati in numerosi giacimenti europei. Trocharion doveva essere un animale di medie dimensioni, dal corpo allungato e dall'aspetto vagamente simile a quello di un tasso. Le zampe erano robuste e la coda era allungata. Il cranio possedeva una doppia cresta temporale di grandi dimensioni e di forma romboidale, così come profonde arcate zigomatiche. La dentatura possedeva una caratteristica incisura carnassiale nel quarto premolare superiore.

## Classificazione
Trocharion è considerato un rappresentante primitivo dei mustelidi ("paleomustelidi"), e alcune caratteristiche primitive della dentatura (come l'incisura carnassiale dei premolari) indicano che questo animale era un possibile membro arcaico della sottofamiglia dei leptarctini (Leptarctinae), un gruppo di mustelidi diffuso nel Miocene in Eurasia e in Nordamerica, da alcuni posto vicino all'origine di vari gruppi attuali. Altri studiosi ritengono che Trocharion potesse essere vicino al genere primitivo Plesictis, dell'Oligocene. 
I fossili di Trocharion sono stati ritrovati in Francia, Germania, Slovacchia e Spagna.